# Wyschnewe (Pokrowsk)
Wyschnewe (ukrainisch Вишневе; russisch Вишнёвое/Wischnjowoje) ist eine Siedlung städtischen Typs im Zentrum der ukrainischen Oblast Donezk mit etwa 250 Einwohnern.
Der Ort liegt am Rande des Donezbecken an der Eisenbahnstrecke zwischen Kurachiwka und Pokrowsk.
Die Ortschaft entstand als Bahnhofsiedlung nach dem Zweiten Weltkrieg und erhielt 1962 den Status einer Siedlung städtischen Typs. Das Oblastzentrum Donezk liegt etwa 48 Kilometer östlich, die Stadt Selydowe 4 Kilometer östlich von Wyschnewe.
Am 12. Juni 2020 wurde die Siedlung ein Teil der neugegründeten Stadtgemeinde Selydowe, bis dahin war sie Teil der Stadtratsgemeinde Selydowe unter Oblastverwaltung im Süden des ihn umgebenden Rajons Pokrowsk.
Am 17. Juli 2020 wurde der Ort selbst ein Teil des Rajons Pokrowsk.
Anfang November 2024 ließ das russische Verteidigungsministerium verlauten, dass russische Truppen den Ort erobert haben.